# Marquesado de Pacheco
El marquesado de Pacheco es un título nobiliario español creado el 12 de mayo de 1903 por el rey Alfonso XIII, con Grandeza de España, a favor de Juan Pacheco y Rodrigo, teniente general del ejército y senador del Reino.
Su denominación hace referencia al apellido del primer marqués.

## Marqueses de Pacheco
|                           | Titular                       | Periodo                   |
| Creación por Alfonso XIII | Creación por Alfonso XIII     | Creación por Alfonso XIII |
| ------------------------- | ----------------------------- | ------------------------- |
| I                         | Juan Pacheco y Rodrigo        | 1903-1917                 |
| II                        | Ignacio de Figueroa y O'Neill | 1918-1928                 |
| III                       | Gonzalo de Figueroa y O'Neill | 1928-1958                 |
| IV                        | Jaime de Figueroa y O'Neill   | 1961-1967                 |
| V                         | Jaime de Figueroa y Castro    | 1968-2006                 |
| VI                        | Jaime de Figueroa y Cernuda   | 2006-actual titular       |

## Historia de los marqueses de Pacheco
- Juan Pacheco y Rodrigo (1835-2 de noviembre de 1917), I marqués de Pacheco.[1]

Casó, el 15 de febrero de 1880, con María Luisa de Salamanca y Negrete, marquesa de Pacheco (Pontificio), (título autorizado su uso en España el 5 de julio de 1880). Le sucedió, por designación autorizada (R.D. de 1903), el nieto de su esposa:
- Ignacio de Figueroa y O'Neill (1897-15 de febrero de 1928), II marqués de Pacheco.[1] Era hijo de Manuela María O'Neill y Salamanca y de Gonzalo de Figueroa y Tórres, I duque de las Torres grande de España, VII marqués de Villamejor, VII vizconde de Irueste y senador del Reino.[2] y de María Manuela O'Neill y Salamanca, dama de la Reina Victoria Eugenia de Battenberg, hija de Juan Antonio Luis O'Neill y Castilla, VIII marqués de la Granja, VI marqués de Caltojar, VII marqués de Valdeosera y IX conde de Benagiar, y de su esposa, María Luisa de Salamanca y Negrete, dama de la Orden de María Luisa.[2] Sin descendencia, le sucedió su hermano:

- Gonzalo de Figueroa y O'Neill (Madrid, 8 de octubre de 1895-Madrid, 10 de diciembre de 1958), III marqués de Pacheco,[1] II duque de las Torres, XI marqués de la Adrada, VIII marqués de Villamejor y caballero de la Real Maestranza de Caballería de Sevilla.[2] Soltero, sin descendencia, le sucedió su hermano:[1]

- Jaime de Figueroa y O'Neill (Madrid, 30 de abril de 1903-Madrid, 5 de abril de 1967),  IV marqués de Pacheco,[1] II conde de Mejorada del Campo,[2] III duque de las Torres, grande de España, IX marqués de Villamejor y XII marqués de la Adrada.[2]

Casó, el 31 de diciembre de 1941, con Ana María de Castro y Gámez. Le sucedió su hijo:
- Jaime de Figueroa y Castro (Madrid, 1 de junio de 1942-Madrid, 28 de julio de 1976), V marqués de Pacheco,[1] III conde de Mejorada del Campo,[2] IV duque de las Torres grande de España, X marqués de Villamejor,  IX vizconde de Irueste (por rehabilitación en 1984, permutado ese mismo año por «vizconde de Yrueste»).

Casó, el 1 de octubre de 1965, con Ángela Cernuda Díaz (n. Madrid, 1943). Le sucedió su hijo a quien cedió el título:
- Jaime de Figueroa y Cernuda, VI marqués de Pacheco.[1]

Casó con María Real de Asúa y Guinea.